# Bleiches Lippenbechermoos
Das Bleiche Lippenbechermoos (Chiloscyphus pallescens) ist ein niederliegendes Lebermoos. Eine Sporenreife erfolgt meist im Frühjahr. Diese erfolgt jedoch recht selten. Durch die Zerstörung von Feuchtbiotopen geht die Art derzeit leicht zurück.

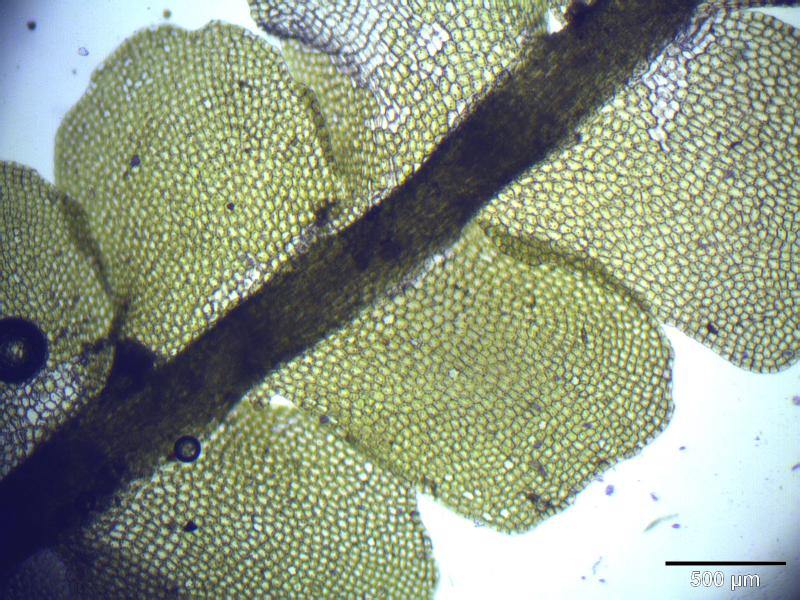
Habitus unter dem Mikroskop

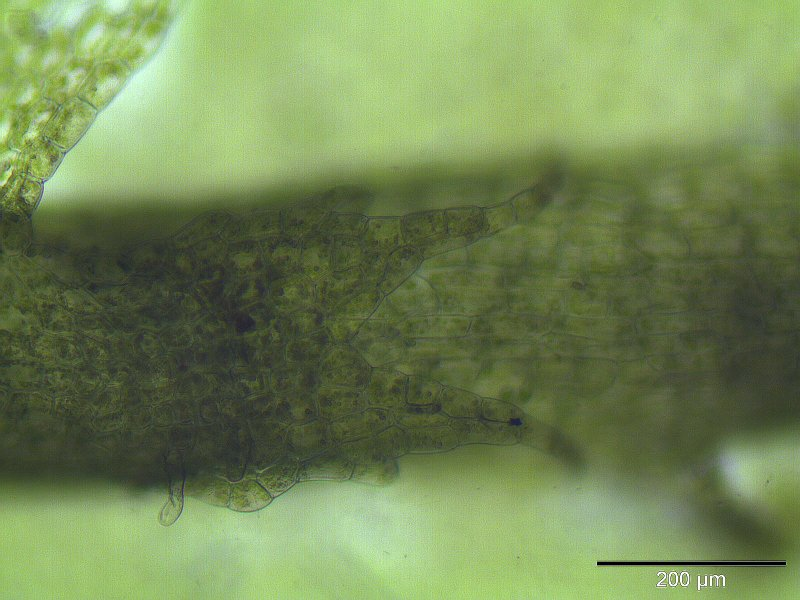
Zur Bestimmung notwendiges Unterblatt

## Erkennungsmerkmale
Das Bleiche Lippenbechermoos bildet blasse gelblichgrüne bis bräunlichgrüne durchsichtige Rasen oder wächst eingesprengt vereinzelt zwischen anderen Moosen. Einzelne Pflanzen werden bis 8 cm lang und etwa 3 mm breit. Die etwas schief gestellten, herablaufenden Flankenblätter sind mehr oder minder rechteckig, um die Hälfte länger als breit und sind an der Spitze häufiger auch etwas ausgerandet. Die schwach verdickten Zellen der Flankenblätter werden in der Blattmitte etwa 40 bis 70 µm lang und 30 bis 45 µm breit. Sie enthalten 1 bis 15 Ölkörper pro Zelle. Die Unterblätter sind charakteristisch tief in 2 lange, dünne Lappen gespalten und sind meist etwas zurückgekrümmt. Verwechslungsgefahr besteht mit anderen beblätterten Lebermoosen wie z. B. Lophocolea heterophylla, Plagiochila porelloides, Pedinophyllum interruptum oder Jungermannia leiantha, die jedoch allesamt nicht so tief gespaltene Unterblätter aufweisen. Chiloscyphus polyanthos unterscheidet sich durch die dunkelgrüne, nicht durchsichtige Färbung und der kleineren Flankenblattzellen.

## Vorkommen
Das BleichesLippenbechermoos besiedelt frische bis nasse, kalkreiche, basenreiche bis neutrale, schattige bis lichtreiche Standorte. Es wächst auf lehmiger, toniger, sandiger oder humusreicher Erde in Niedermooren, auf Feuchtwiesen, aber auch an Wegrändern, in Gräben, auf morschem Holz, auf überrieseltem Gestein, in Quellfluren und an Rändern von Gewässern. Das Lebermoos ist häufig mit Bryum pseudotriquetrum, Calliergonella cuspidata, Plagiochila porelloides, Plagiomnium undulatum oder Rhizomnium punctatum vergesellschaftet. Es ist in ganz Europa bis nach Island und dem westlichen Russland weit verbreitet. In Teilen Asiens, Nord-Afrikas und Nord-Amerikas ist es auch zu finden.